# レイ・ジャッケンドフ

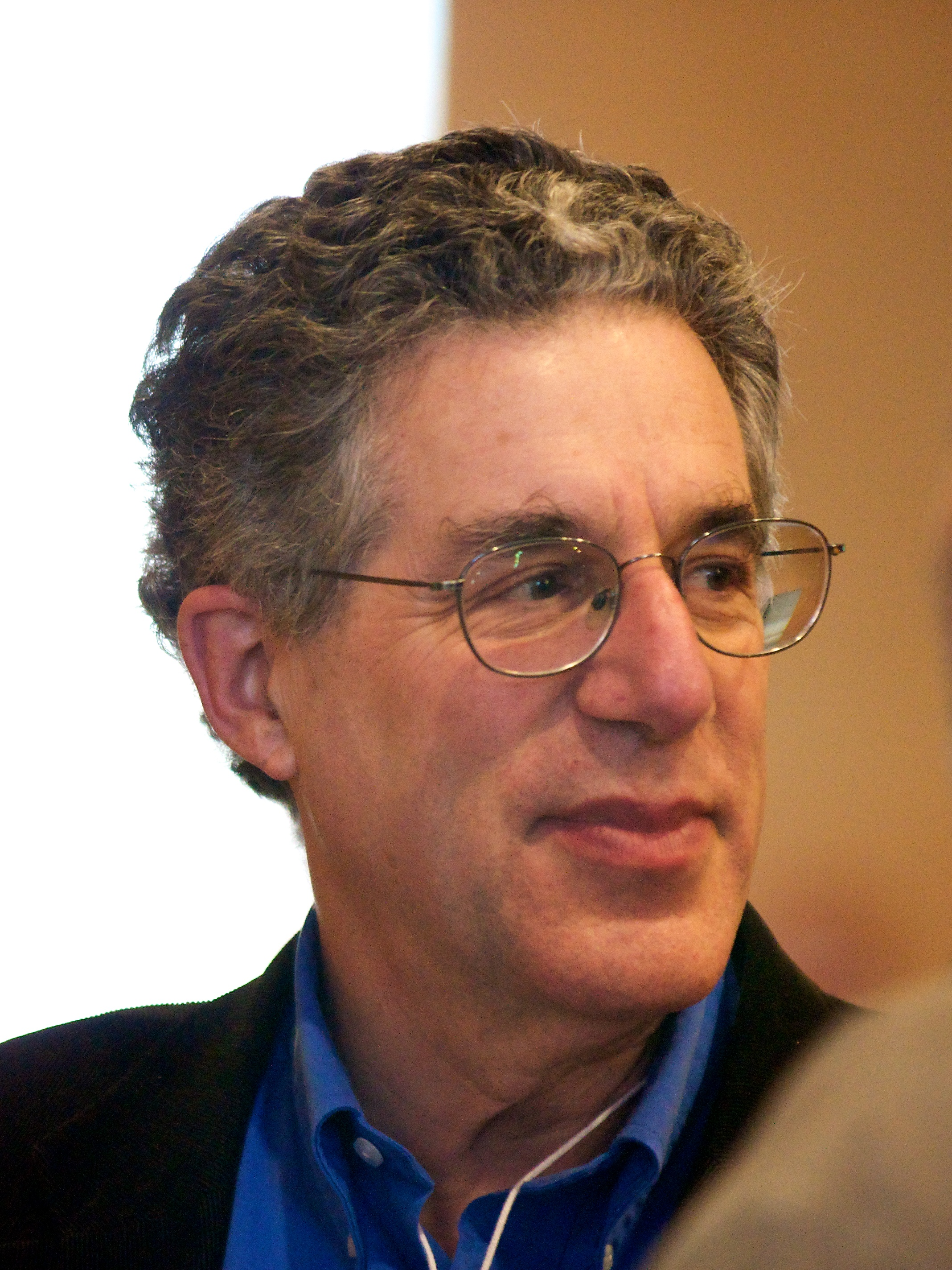
レイ・ジャッケンドフ

レイ・ジャッケンドフ（Ray Jackendoff 1945年-）は、アメリカの言語学者。概念意味論を提唱。
自然言語の意味論を中心に研究している。生成文法家を自称する一方、言語以外の人間の認知能力との関わりを積極的に考慮する点で認知言語学とも近しい。このほかフレッド・ラーダル(en:Fred Lerdahl)とともに音楽の認知についての研究も行っており、生成音楽理論として知られる。
ジャッケンドフはマサチューセッツ工科大学の著名な言語学者ノーム・チョムスキーの元で学び、1969年にPh.D.を取得。1971年から2005年までブランダイス大学教授を務めた。2005年秋からはダニエル・デネットとともにタフツ大学教授。
2003年、ジャン・ニコ賞 受賞。

## 主な著書
- Fred Lerdahl & Ray Jackendoff (1983): A Generative Theory of Tonal Music, Cambridge, Mass.: MIT Press
- Jackendoff, Ray (1983) Semantics and Cognition. Cambridge, Mass.: MIT Press.
- Jackendoff, Ray (1990) Semantic Structures. Cambridge, Mass.: MIT Press.
- Jackendoff, Ray (1994) Patterns in the Mind: Language and Human Nature.: Basic Books. （水光雅則訳『心のパターン――言語の認知科学入門』岩波書店、2004年）
- Jackendoff, Ray (2002) Foundations of Language (Brain, Meaning, Grammar, Evolution). Oxford/New York: Oxford University Press.　（郡司隆男訳『言語の基盤　脳・意味・文法・進化』岩波書店、2006年）
- Peter Culicover & Ray Jackendoff (2005) Simpler syntax. Oxford/New York: Oxford University Press.